# Vama Veche
Vama Veche üdülőfalu Romániában, Constanța megyében. Közigazgatásilag Limanu községhez tartozik.

## Fekvése

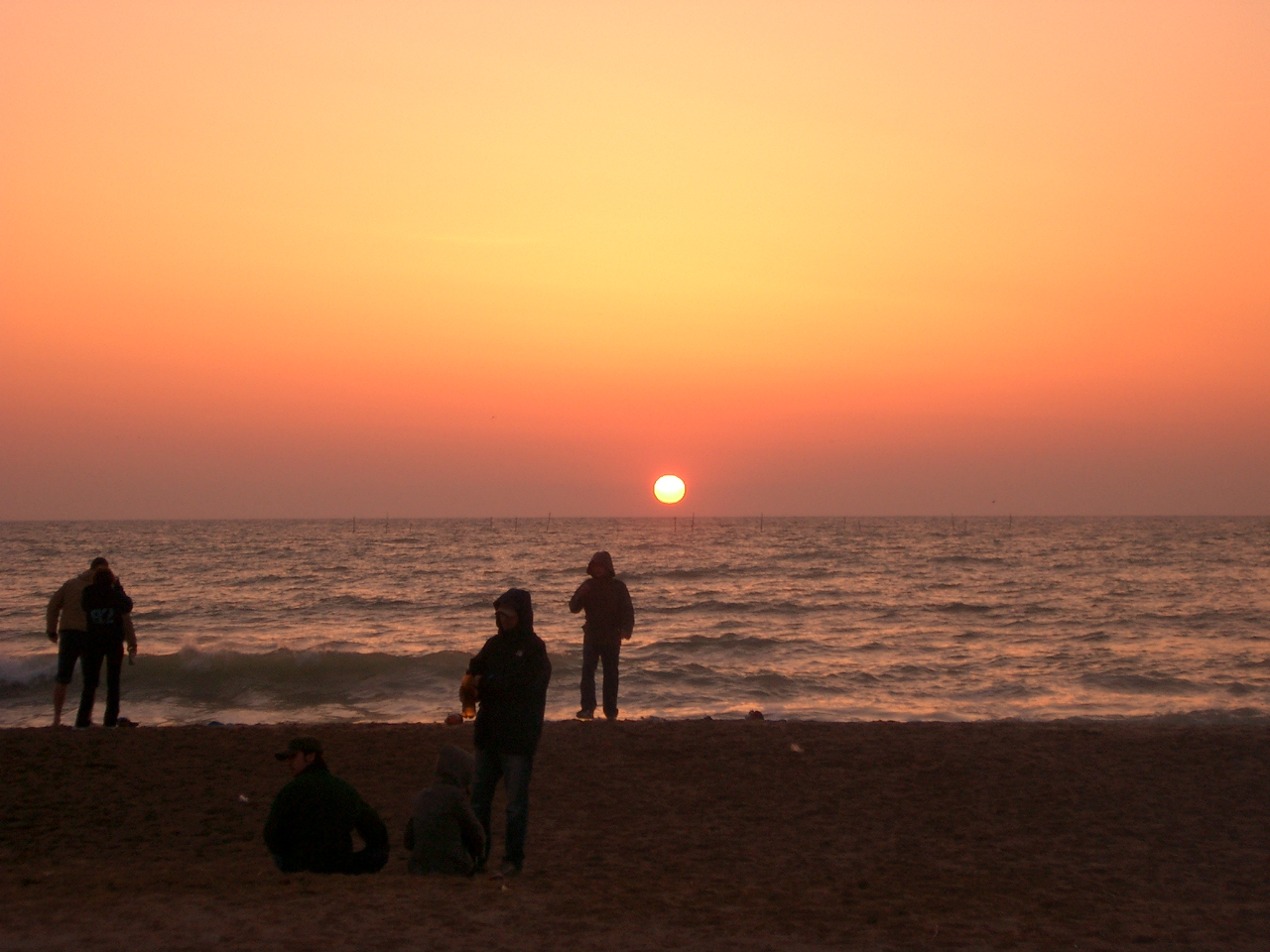
Vama Veche-i napfelkelte

A település az ország délkeleti szegletében, Dobrudzsában található, a Vama Veche-fennsík és a Fekete-tenger találkozásánál, a bolgár–román határ közelében.

## Története
A falut öt gagauz család alapította 1811-ben Ilanlik néven. 1913-ban, amikor Dobrudzsa déli területeit is Romániához csatolták, kapta mai nevét, melynek jelentése „régi határállomás”. Az 1989-es romániai forradalom előtti csendes, elzárt, kis halászfalu, a rendszerváltást követően erőteljes fejlődésnek indult és fokozatosan a román tengerpart egyik jelentős üdülőfalujává avanzsálódott. Vama Veche régi arculatának megőrzése céljából neves román közéleti személyiségek egy civil szervezete hoztak létre Salvați Vama Veche (magyarul: Mentsétek meg Vama Veche-t) néven.

## Turizmus
2003-óta, minden év nyarán itt kerül megrendezésre a Stufstock elnevezésű rockfesztivál. 

## Külső hivatkozások
- constanta-harta.ro